# Бойни групи на БКП (1941 – 1944)
Бойните групи са въоръжени терористични групи, организирани от БКП за извършване на различни подривни действия, предимно политически убийства, икономически саботажи и диверсионни акции с цел да се дестабилизира ситуацията в страната.
В периода 1941 – 1944 година една от целите е да се дестабилизира подкрепата на българското правителство за германските войски. По време на Втората световна война комунистическите бойни групи функционират паралелно с антиправителствените партизански отряди, организирани след 22 юни 1941 г., когато СССР, нападнат от Германия, възстановява своята дългогодишна политика на организиране на въоръжени действия зад граница, включително срещу страни, като България, с които продължава да поддържа дипломатически отношения. СССР задейства всички свои подвластни структури в редовете на комунистическите партии, в това число и в БКП, която веднага обявява курс на въоръжена борба. Чрез тях БКП фактически започва бойни действия срещу немските войски и функционери на режима в Царство България.
Всяка бойна група е съставена от трима до шестима участника начело с командир. Използват най-вече леко въоръжение, при определени акции – взривни или запалителни вещества.
Бойните групи са най-активни през първата година на военновременната въоръжена комунистическа активност. За този период, по данни от полицейските архиви, са извършени 260 диверсии и саботажи срещу производството и транспорта на страната, използвани и от войските на Вермахта. Най-значителни от тях са взривяването на 22 август 1941 г. във Варна на влакова композиция с бензин, предназначен за Източния фронт, опожаряването на 19 септември 1942 г. в София на склад с кожуси, подготвени за немски войници.
В началото на 1943 година се преминава към нов етап в акциите на БКП. Тя започва наказателни операции срещу отявлени изявени обществени дейци или привърженици на Германия. През февруари-май 1943 година от комунистически бойни групи са застреляни ключови фигури, подкрепящи ориентацията на царството и противопоставящи се на комунистическата партия. Сред тях са генерал Христо Луков, полковник Пантев и народният представител Сотир Янев. Никола Христов-Кутуза е застрелян за сътрудничество с държавните органи срещу антифашистите Антон Иванов, Цвятко Радойнов и Атанас Романов. Обаче неколкократно се провалят в опита за убийство на радиоинженер Кулчо Янакиев, който успешно засича и заглушава предаванията от съветска територия върху вълната на радио София. Тогава апаратът на Никола Гешев започва унищожението на бойните групи.
Същевременно, поради редица причини, сред които слабото въоръжение, тактиката на действие, случаите на предателство и лошата на моменти организация, бойните групи са все по-често разкривани, а дейците им – арестувани и убивани. Ликвидирани са изявени техни функционери – Никола Ботушев, Христо Ников, Георги Григоров, Виолета Якова.
След Сталинградската битка БКП решава да пренесе основната тежест на въоръжените си действия към партизанските отряди. Бойните групи продължават да действат, но в много по-малък брой и далеч по-рядко. Заедно с партизаните, на някои места те участват във вземането на властта от Отечествения фронт на 9 септември 1944 г.

## В изкуството
За своята най-много играна пиеса: „Атентат в затворената улица“ от 1968 г., писателят Георги Марков пише, че иска да създаде химн на героите на всички времена, представени чрез образите на двамата млади комунисти.„.. атентатът на двамата е част от безспирната борба за победата над злото...Драмата се подсилва от пълното съзнание, че те имат възможността да се спасят и да живеят. Тук най-ярко се откроява вечната чистота и идеализмът на истинските герои, безсмъртните давидовци, тръгнали с прашката срещу страшния Голиат.“